# Diplotaxis brevipilosa
Diplotaxis brevipilosa är en skalbaggsart som beskrevs av Moser 1918. Diplotaxis brevipilosa ingår i släktet Diplotaxis och familjen Melolonthidae. Inga underarter finns listade i Catalogue of Life.